# Chlístov (Kratušín)
Chlístov je malá vesnice, část obce Kratušín v okrese Prachatice v Jihočeském kraji. Nachází se asi 0,5 kilometru severozápadně od Kratušína. Je zde evidováno 16 adres. V roce 2011 zde trvale žilo čtrnáct obyvatel.
Chlístov leží v katastrálním území Chlístov u Lažišť o rozloze 1,73 km².

## Historie
První písemná zmínka o vesnici pochází z roku 1384.

## Obyvatelstvo
| Rok            | 1869 | 1880 | 1890 | 1900 | 1910 | 1921 | 1930 | 1950 | 1961 | 1970 | 1980 | 1991 | 2001 | 2011 | 2021 |
| -------------- | ---- | ---- | ---- | ---- | ---- | ---- | ---- | ---- | ---- | ---- | ---- | ---- | ---- | ---- | ---- |
| Počet obyvatel | 181  | 189  | 173  | 160  | 137  | 130  | 109  | 58   | 41   | 41   | 20   | 15   | 14   | 14   | 13   |
| Počet domů     | 24   | 27   | 27   | 28   | 26   | 26   | 22   | 23   | 23   | 11   | 8    | 9    | 19   | 18   | 18   |

## Obecní správa
Při sčítání lidu v letech 1850–1920 Chlístov byl osadou obce Švihov v okrese Prachatice. V letech 1921–1949 byl samostatnou obcí v okrese Prachatice. V letech 1950–1960 byl osadou obce Kratušín v okrese Prachatice. V letech 1961–1990 byl částí obce Lažiště v okrese Prachatice. Od 24. listopadu 1990 je opět částí obce Kratušín v okrese Prachatice.

## Pamětihodnosti
- Husova lípa – památný strom, pod kterým údajně kázal Jan Hus[10]
- Kaple svatého Václava
- Krucifix u kaple

## Další fotografie

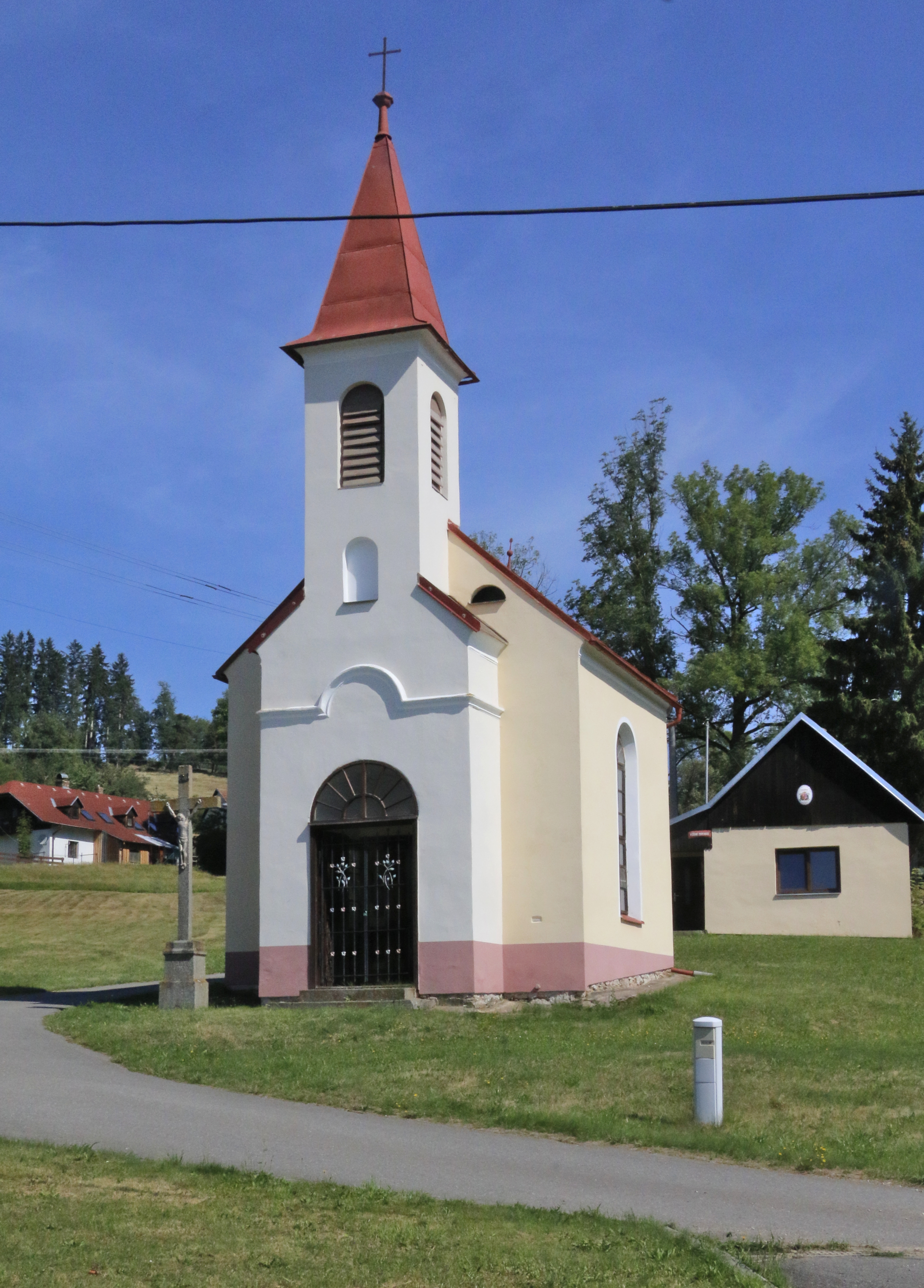
Kaple sv. Václava
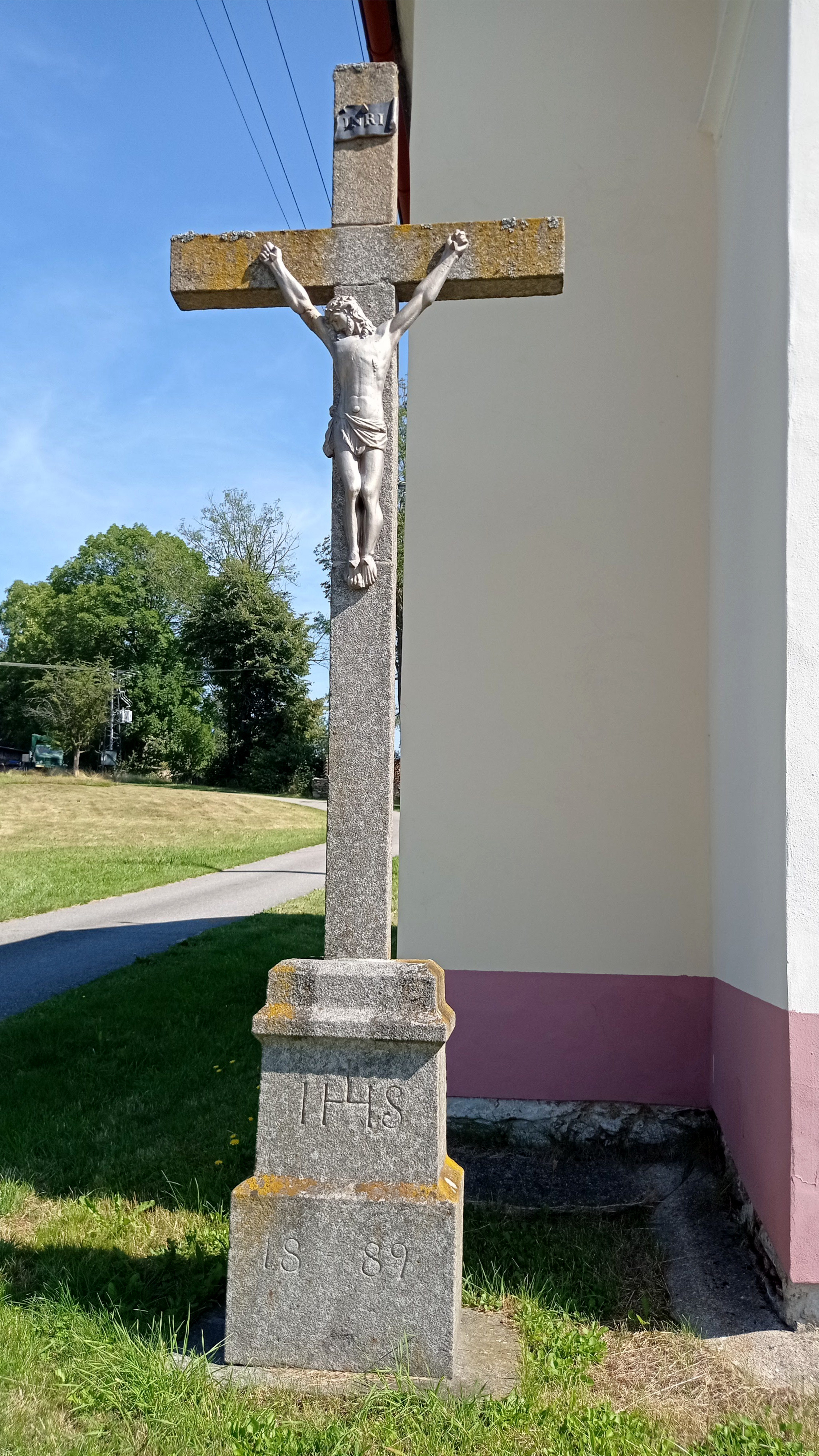
Kříž u kaple
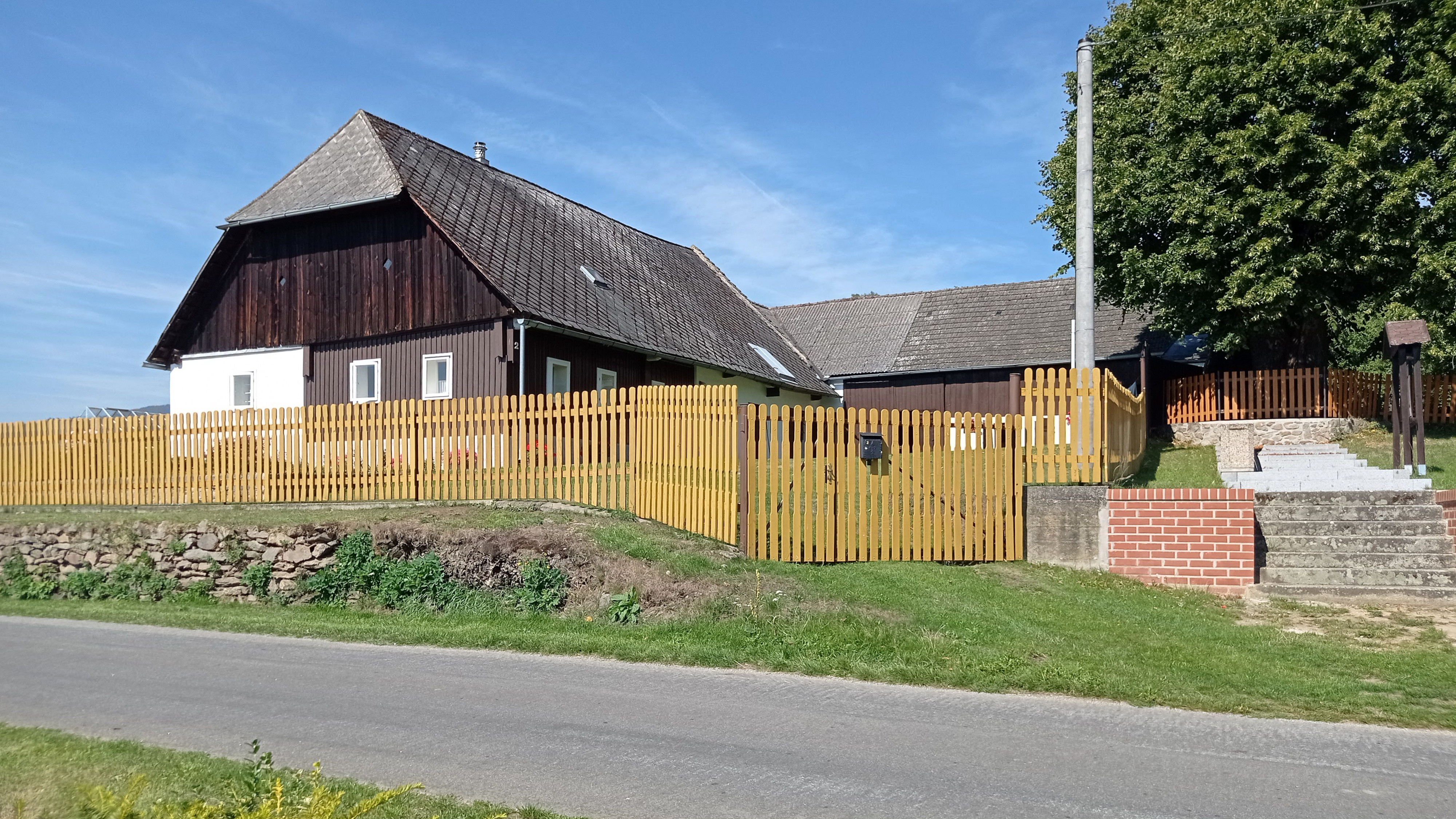
Dům čp. 2
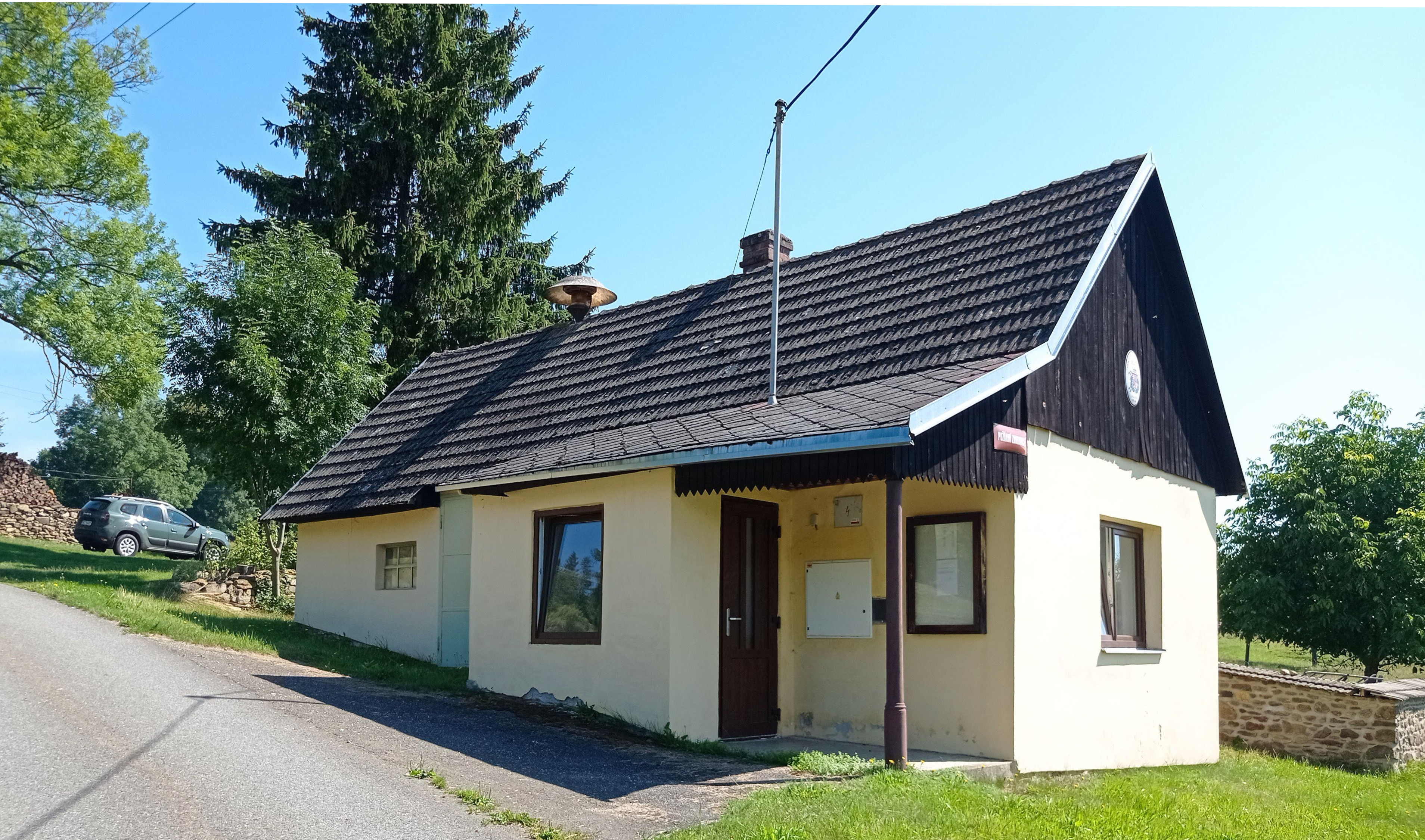
Dům čp. 11
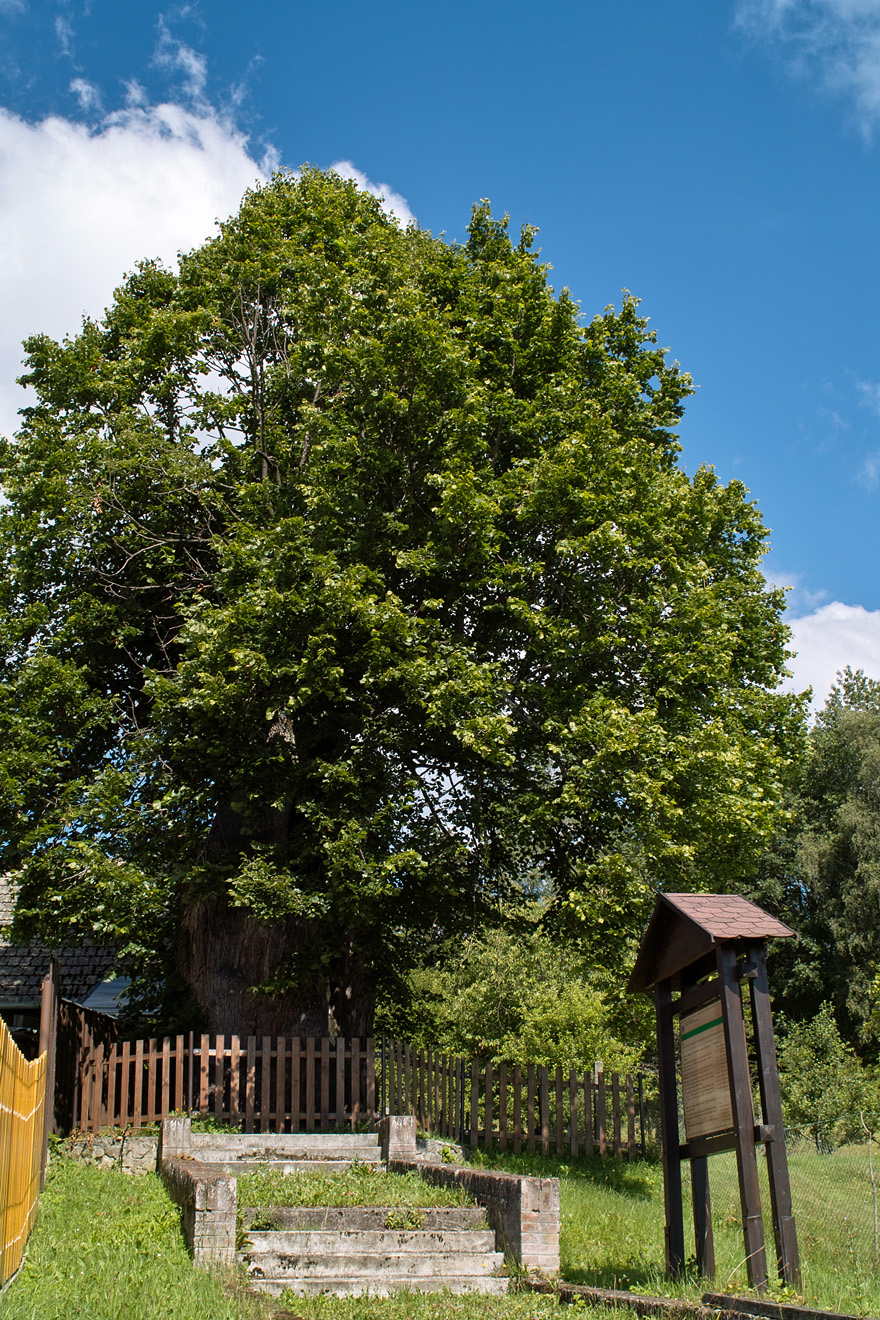
Husova lípa